# Dorfkirche Großbeuthen

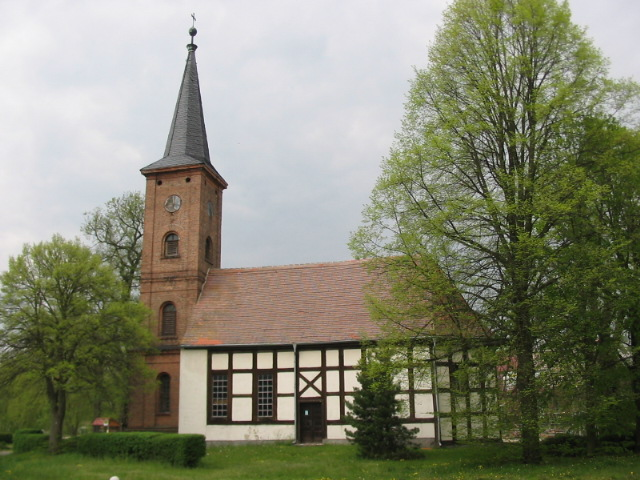
Dorfkirche Großbeuthen

Die evangelische Dorfkirche Großbeuthen ist eine Saalkirche in Großbeuthen, einem Ortsteil der Stadt Trebbin im Landkreis Teltow-Fläming im Land Brandenburg. Sie gehört zum Evangelischen Kirchenkreis Zossen-Fläming der Evangelischen Kirche Berlin-Brandenburg-schlesische Oberlausitz (EKBO).

## Lage
Der Sakralbau steht auf dem Dorfanger und damit im historischen Zentrum des Ortes. Westlich für die Straße Am Anger von Nordwesten kommend in südöstlicher Richtung an dem Bauwerk vorbei. Eine Einfriedung besteht nicht.

## Geschichte
Großbeuthen wurde 1375 erstmals urkundlich erwähnt. Die Kirchengemeinde errichtete das Bauwerk vermutlich auf dem Fundament eines Vorgängerbaus in den Jahren 1713 und 1714. Das Kirchenpatronat lag bei derer von Schlabrendorf und bei derer von Goertzke. Sie stifteten das Bauwerk als Filialkirche der Pfarrkirche in Gröben, wo sie auch anteilige Patronatspflichten zu erfüllen hatten. 1796 mussten Handwerker den hölzernen Westturm auf Grund von Baufälligkeit abbauen und ersetzen ihn 1847 durch einen steinernen Neubau mit einer Turmuhr, in dem ursprünglich drei Glocken hingen. 1848 wurde das Bauwerk bei einem Unwetter schwer beschädigt und anschließend repariert. Die mit 260 kg größte der Glocken mit dem Schlagton D war ein Geschenk derer von Goertzke und musste als Metallspende des deutschen Volkes im Ersten Weltkrieg abgegeben werden; sie ging verloren. Dasselbe Schicksal erfuhr die kleinste Glocke mit dem Schlagton B. Sie stammte aus der Kapelle in Kleinbeuthen und wurde vermutlich im 13. Jahrhundert gegossen. Die rund 100 kg schwere, mittlere Glocke mit dem Schlagton G konnte aus dem Glockenfriedhof wieder zurückgeholt werden. 1884 erhielt das Bauwerk ein Harmonium. 1902 sanierten Handwerker das Gebäude und malten dabei die hölzerne Decke mit einem blauen Himmel, Wolken und 280 Sternen aus. Letzter Kirchenpatron war bis 1945 der Gutsbesitzer Wilhelm von Goertzke, er war auch Domherr zu Brandenburg und Kurator der dortigen Adelsschule Ritterakademie. Eine weitere bauliche Sanierung erfolgte in der Zeit um 1985, die durch einen Heimatverein initiiert wurde. Die Arbeiten wurden mit einer erneuten Kirchweihe am 18. Juni 1989 vorläufig abgeschlossen. 2012 waren arbeiten am Sockel erforderlich, um das Bauwerk gegen eindringendes Grundwasser zu schützen.

## Baubeschreibung
Der Chor ist nicht eingezogen und hat einen dreiseitigen Schluss. Daran schließt sich das Kirchenschiff mit einem rechteckigen Grundriss nach Westen hin an. An der Nordseite sind vier, an der Südseite drei große, rechteckige Fenster. An der Südseite ist weiterhin eine rechteckige Pforte. Beide Bauteile, Chor und Kirchenschiff, wurden aus Fachwerk errichtet, wobei das Gefach aus dunkel gestrichenen Hölzern besteht, in die weiß verputzte Flächen eingearbeitet wurden. Das Kirchenschiff ist mit einem schlichten Satteldach gedeckt, der Chor mit einem halbierten Pyramidendach. Der Kirchturm hat einen quadratischen Grundriss und ist im Verhältnis zum Kirchenschiff stark eingezogen. Dadurch wirkt er vergleichsweise schlank. Er wurde im neuromanischen Stil aus dunklem Mauerstein errichtet und hat an der Nord- und Südseite im unteren Geschoss je ein großes, segmentbogenförmiges Fenster. An der Westseite ist ein Portal. Ein Gesims trennt das daran anschließende Geschoss optisch voneinander. Dort sind je ein großes, segmentbogenförmiges Fenster, gefolgt von einem erneuten Gesims und den oberhalb des Dachfirsts des Kirchenschiffs liegenden Klangarkaden, die zu jeder Seite abstrahlen. Eine Turmuhr ist nicht mehr vorhanden. Der Turm selbst schließt mit einem geknickten, achteckigen Helm sowie einer Turmkugel mit Kreuz ab.

## Ausstattung
Der hölzerne, barocke Kanzelaltar stammt vom Trebbiner Tischler Aswig Hahn aus der Bauzeit der Kirche. Er besitzt einen polygonalen Kanzelkorb, der mit gedrehten Weinlaubsäulen und Akanthuswangen verziert ist. Die Predella zeigt das letzte Abendmahl. Ursprünglich waren die Familienwappen derer von Schlabrendorf und derer von Goertzke seitlich des Gemäldes angebracht. Im gesprengten Giebel ist Jesus Christus zu sehen, der von zwei seitlich angebrachten Putten begleitet wird. Die Patronatsempore stammt aus dem Jahr 1714. Dort brachten Handwerker 1989 die Wappen an, die zuvor am Kanzelkorb befestigt waren. Die Westempore wurde 1719 eingebaut und 1902 restauriert. Im Aufgang des Kirchturms stehen mehrere Grabsteine, darunter ein Kindergrabstein aus der ersten Hälfte des 19. Jahrhunderts. Die im Turm verbliebene Glocke wurde vermutlich im 14. oder 15. Jahrhundert gegossen.